# Parasenecio forrestii
Espèce
Classification APG III (2009)
Parasenecio forrestii est une espèce de plante à fleurs du genre Parasenecio et de la famille des Asteraceae que l'on trouve en Chine au sud-ouest du Sichuan et au Yunnan. Elle doit son nom au botaniste écossais George Forrest (1873-1932) qui la découvrit au Yunnan.

## Taxonomie
Synonyme
- Cacalia forrestii (W.W.Sm. & Small) Hand.-Mazz.

## Description
Parasenecio forrestii est une plante herbacée. Elle possède des tiges solitaires de 60 cm à 80 cm de hauteur, striées et densément glandulaires. Elles sont pubescentes à la base avec des branches paniculées au sommet.
Ses inflorescences présentent 10 à 16 fleurs aux corolles d'un blanc roseâtre qui fleurissent en août et fructifient en septembre-octobre.
Parasenecio forrestii ressemble à Parasenecio begoniifolius, mais la forme de ses feuilles et son indumentum sont différents.

## Habitat et distribution
Parasenecio forrestii croît dans les sous-bois ombragés des pentes montagneuses du Yunnan et du sud-ouest du Sichuan entre 2 300 mètres et 3 700 mètres d'altitude.